# 윌헬름산
윌헬름산(Mount Wilhelm) 또는 빌헬름산(독일어: Wilhelmsberg)은 파푸아뉴기니에서 가장 높은 산으로, 높이 4,509m이다. 비스마르크산맥의 일부로, 정상은 심부주, 웨스턴하일랜즈주, 마당주의 경계에 위치한다.
뉴기니섬에서 가장 높은 푼착자야산(4,884m)이 인도네시아의 영토이므로, 경우에 따라 윌헬름산을 오세아니아에서 가장 높은 산으로 꼽고, 칠대륙 최고봉에 넣는 경우도 있다.

## 같이 보기
- 칠대륙 최고봉
- 푼착자야산